# Momentane pool
De momentane pool of ogenblikkelijk rotatiecentrum op een bepaald tijdstip voor een beweging in twee dimensies van een vlakke figuur, is een punt waarvan op dat tijdstip de eigen snelheid nul is. De momentane pool kan binnen of buiten de figuur liggen en stelt het punt voor, waaromheen momentaan alle punten van het vlak draaien. Andere benamingen voor momentane pool zijn ogenblikspool of momentaan draaipunt, of ook  momentaan rotatiepunt.

## Introductie
Een beweging in twee dimensies kan men op elk moment opvatten als samengesteld uit een translatie en een rotatie. Er zijn twee bijzondere situaties, namelijk punten waarin geen rotatie óf geen translatie plaatsvindt. Is er geen translatie en roteren alle punten van een figuur rond een punt dat niet beweegt, dan is dát punt de momentane pool. Voor een figuur die alleen een translatie ondergaat, dus waarvan de rotatie nul is, beschouwt men de momentane pool wel als liggend in het oneindige.
Wanneer zowel rotatie als translatie plaatsvinden dan kan de momentane pool geconstrueerd worden met behulp van de begin- en eindpositie van twee willekeurige gekozen punten op de figuur.

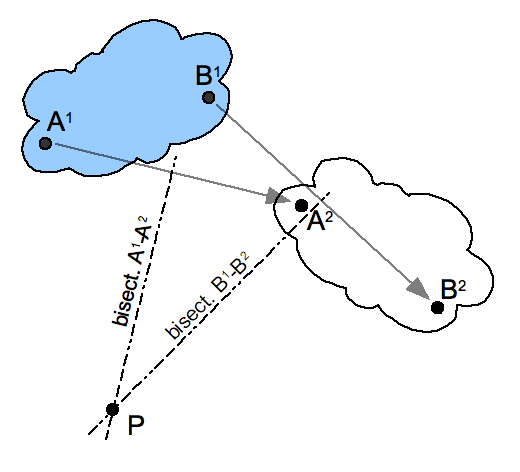
Figuur 1

Als de rotatie niet nul is, zal er een punt zijn waarvan de rotatiesnelheid tegengesteld is aan de translatiesnelheid. Dat punt, dat dus momentaan in rust is, is de momentane pool. 
De afstand tussen de momentane pool en een punt dat eromheen roteert heet de poolstraal.

## Bepaling van de momentane pool
In figuur 1 beweegt een "lichaam" in een vlak. De punten A en B van het lichaam bewegen van de posities A¹B¹ naar de posities A²B². Uit de tekening kan worden opgemaakt dat er een translatie en een rotatie hebben plaatsgevonden. Uit de verplaatsing van slechts twee punten, A¹ naar A² en B¹ naar B², kan het punt P afgeleid worden waaromheen het lichaam geroteerd is. Dat wordt als volgt gedaan: Construeer de middelloodlijn van de rotatie/translatie van A¹ naar A². Op deze middelloodlijn liggen een oneindig aantal punten die het middelpunt zijn van een cirkelboog tussen A¹ en A². Constructie van een tweede middelloodlijn voor B¹-B² geeft een oneindig aantal punten voor een cirkelboog tussen B¹ en B². Het snijpunt van die twee middelloodlijnen resulteert in een middelpunt voor beide punten, en ook voor alle andere punten op het lichaam, en dus voor het hele lichaam, de momentane pool. 
Als de verplaatsing van A¹ naar A² in steeds kleinere tijdsintervallen beschouwd wordt, zal het punt P een limiet naderen; dat limietpunt is de momentane pool.
De afstand PA¹ is de poolstraal, de straal van een cirkel. De richting waarin A¹ beweegt is loodrecht op deze straal, in de richting van de raaklijn aan deze cirkel. 

## Poolbaan en poolkromme
Door de verplaatsing van het lichaam (en dus ook de referentiepunten A en B) verplaatst de momentane pool zich. De opeenvolgende momentane poolpunten liggen op een curve. Afhankelijk van de locatie van observatie heeft deze curve een andere benaming:
- vanuit het gezichtspunt van de waarnemer in rust (oftewel, vanuit een vast referentiestelsel) wordt deze curve 'poolbaan' genoemd

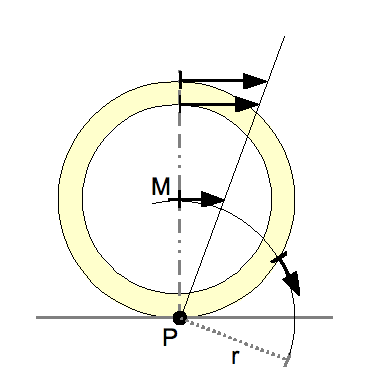
Figuur 2

Fig. 3. Deze animatie geeft de beweging van een punt op een wiel aan. Deze beweging wordt een cycloïde genoemd. Waar dit punt het wegdek raakt, ligt de momentane pool.

- vanuit het gezichtspunt van een meebewegende waarnemer (oftewel, vanuit een bewegend referentiestelsel) wordt deze curve 'poolkromme' genoemd.

## Uitleg met behulp van een rollend wiel
Gezien vanuit de waarnemer in rust (dus gezien vanaf een locatie op het wegoppervlak) rolt een wiel over een wegoppervlak (figuur 2). Het wiel draait weliswaar om z'n as M maar deze as beweegt ook door het rollen. Het punt op het wiel dat de weg raakt heeft momentaan snelheid 0, en is daarom de momentane pool. Elke volgende momentane pool ligt ook op het raakvlak wiel-weg. De poolbaan valt dus samen met het wegoppervlak.
Alle punten op het wiel bewegen met eenzelfde, constante hoeksnelheid rond de momentane pool P. De richting van de beweging van een willekeurig punt is loodrecht op de poolstraal. De grootte van de snelheid van die punten is rechtevenredig met de poolstraal. In figuur 2 geven vectoren de richting aan waarin een aantal punten bewegen: het middelpunt M (i.e. de as) van het wiel, en punten bovenaan het wiel, aan de binnenkant van de velg, en aan de buitenkant. Alle punten op afstand 'r' van pool P, waaronder het middelpunt M, en dus ook het punt rechtsonder op de buitenkant van de velg, bewegen met dezelfde snelheid, echter in verschillende richtingen. 
Daar de bovenkant van het draaiende wiel het punt op het wiel is dat het verst is verwijderd van de momentane pool heeft het wiel daar de grootste snelheid (op een afstand tweemaal de straal PM, dus ook met een snelheid tweemaal die van punt M), in een richting parallel aan het wegoppervlak. Dit laatste laat zich ook zien in de animatie in figuur 3 waar de gevolgde lijn van een willekeurig punt op de buitenkant van het wiel is aangegeven. (Deze curve heeft geen relatie tot de eerder genoemde poolbaan.) 

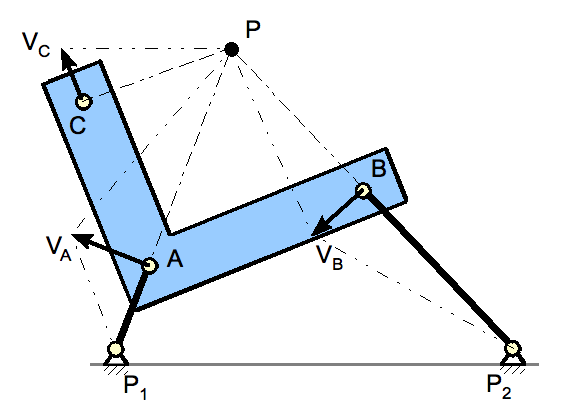
Figuur 4

## Momentane pool en mechanismen
In figuur 4 wordt een vierstangenmechanisme weergegeven. Onderdeel BAC is verbonden door middel van de stangen P1A en P2B met het frame. De drie bewegende delen van dit mechanisme (het frame beweegt niet) zijn: stang P1A, stang P2B, en onderdeel BAC. Voor elk van deze bewegende delen kan een momentane pool worden gevonden.
Als eerste stang P1A: alle punten op deze stang, inclusief punt A, roteren rond punt P1. Daar P1 het enige punt is dat niet beweegt in het vlak is dat voor dit geval de momentane pool voor deze stang. Punt A, op afstand P1A van P1 beweegt in de richting loodrecht op de verbinding P1A. Dit is aangegeven door de vector VA. 
 Hetzelfde is van toepassing op de stang P2-B: punt P2 is de momentane pool voor deze stang en punt B beweegt in de richting aangegeven door vector VB.
Voor het bepalen van de bewegingskarakteristieken van onderdeel BAC kan uitgegaan worden van punten A en B, daar de bewegingen van die punten nu bekend zijn van de informatie over de stangen  P1A and P2B. De richting van beweging van punt A is aangegeven door vector VA. Het momentane draaipunt van A, als onderdeel van onderdeel BAC, moet liggen op een lijn loodrecht op de snelheidsvector VA van A. De enige lijn die daaraan voldoet is de lijn die in het verlengde ligt van stang P1A. Ergens op deze lijn ligt punt P, de momentane pool voor onderdeel BAC. Wat geldt voor punt A geldt ook voor punt B: de momentane pool ligt op een lijn loodrecht op vector VB, op de lijn in het verlengde van stang P2B. Waar de twee lijnen kruisen ligt het punt P.
Het punt P is de momentane pool voor álle punten op onderdeel BAC, ook voor het willekeurig punt C. Daardoor kan ook de richting en grootte van de beweging van punt C bepaald worden: verbind P met C. De richting van bewegen van punt C is loodrecht op deze verbindingslijn. De grootte van de snelheid is proportioneel met de snelheden van punt A en B, afhankelijk van de afstand tot P.
Zoals eerder aangegeven liggen de opeenvolgende punten van de momentane pool op een curve, de poolbaan. Evenzo liggen de opeenvolgende punten van onderdeel BAC, zoals C, ieder op hun eigen curve. Door het variëren van de afmetingen van de onderdelen van het mechanisme kan een gewenste curve voor een punt op een onderdeel uiterst nauwkeurig worden bepaald.

## Voorbeelden
Schommel
Bij een kind op een schommel ligt de momentane pool op een vast punt, namelijk het punt waar de schommel omheen draait. De reden hiervan is dat de schommel een eenvoudige cirkelvormige beweging maakt.
Glijbaan
Bij een kind dat van een glijbaan glijdt, ligt de momentane pool ook hoog boven het kind. Maar hier verplaatst de momentane pool zich gedurende de tijd. Waar de kromtestraal van de glijbaan sterker is (meestal het midden van de glijbaan), ligt de momentane pool dichterbij, dan als de kromtestaal vrij groot is (zoals meestal aan het eind en aan het begin van de glijbaan). Bij een gecompliceerde glijbaan, met afwisselend vlakke en kromme delen, heeft de poolbaan ook een gecompliceerde vorm. Deze kan dan zelfs onder de glijbaan liggen (als de kromming naar boven toe gericht is). 

## Toepassingen
Daar waar complexe bewegingen plaatsvinden is het bepalen van de momentane pool een hulpmiddel om deze bewegingen te analyseren. Met deze kennis kan men bijvoorbeeld in geval van de complexe bewegingen van gewrichten van het lichaam zo goed mogelijke kunstgewrichten of protheses maken.
Enige voorbeelden waar het bepalen van de momentane pool relevant was:
- de werking van de knie[2][3]
- de enkel[4][5][6]
- de schouder[7]
- de elleboog[8]
- het construeren van het frame van een fiets[9][10]